# Duke Nukem (Computerspiel)
Duke Nukem ist ein am 1. Juli 1991 erschienenes Jump ’n’ Run/Shoot ’em up für den PC. Es ist benannt nach der im Spiel auftretenden gleichnamigen Hauptfigur. Das Spiel wurde von Todd Replogle, Allen Blum, George Broussard und Scott Miller programmiert. Vertrieben wurde es durch das kleine Shareware-Unternehmen Apogee Software.

## Inhalt
Die Handlung spielt im Jahre 1997, in dem Dr. Proton mit Hilfe einer Horde selbstgezüchteter Techbots die Weltherrschaft und eine neue Gesellschaftsordnung anstrebt. Der einzige, der ihn nun noch aufhalten kann, ist Duke Nukem, angeheuert und ausgestattet von der CIA. Die Story ist aufgeteilt in drei Episoden mit jeweils zehn Leveln.
- Shrapnel City – Shrapnel City ist die größte Stadt der Erde und bereits vollkommen unter der Kontrolle von Dr. Proton. Nachdem Duke sich durch die Stadt gekämpft hat, kommt es zum Endkampf, an dessen Ende Dr. Proton auf seine Mondbasis flüchtet.
- Mission: Moonbase – Duke Nukem folgt seinem Feind nun auf den Mond, schlägt sich wieder mit zahlreichen Techbots und trifft abermals auf Dr. Proton, der nun durch seine Zeitmaschine flüchtet.
- Trapped in the Future – Auch Duke springt in die Zeitmaschine und hat in der Zukunft nun mit einer noch größeren Anzahl an Techbots zu kämpfen. Nachdem er den Endkampf gemeistert und den Widersacher ins Jenseits befördert hat, ist die Mission erfüllt.

Die erste Episode wurde als Shareware veröffentlicht, während Episode zwei und drei zum Kaufen angeboten wurde. Die jeweiligen Episoden erschienen als eigenständige Programme. Das Spiel lag zudem 1996, zusammen mit Duke Nukem II, dem Spiel Duke Nukem 3D kostenlos bei.

## Gameplay
Das Spiel enthält EGA-Grafiken, die zu VGA kompatibel sind. Es verfügt über Scrolling in alle vier Richtungen und einen 3D-nachempfundenen Hintergrund. Die Spielfigur Duke Nukem konnte springen, schießen und klettern.
Das Hauptziel des Spiels ist es, den Ausgang der einzelnen Level zu finden, während der Spieler Gegner zerstört und seine Punktzahl erhöht, indem Gegenstände aufgesammelt werden. Das Spiel war damals bekannt durch sein kompaktes Leveldesign, das eine schnelle Spielweise ermöglichte. Bei jedem Ende eines Levels kann der Spieler bis zu 10.000 Bonuspunkte sammeln, wenn er verschiedene Ziele erreicht hat wie z. B. durch Zerstören aller Kameras. Zwei weitere Apogee-Titel, der Nachfolger Duke Nukem II sowie Rise of the Triad bieten ähnliche End-Level-Boni.

## Technik
Anders als in der Commander-Keen-Serie erfolgte das Scrolling nicht pixelweise, sondern in Schritten von acht Pixeln, weswegen es ruckartig wirkte. Dafür erlaubte diese Technik die Verwendung von Parallax-Scrolling, d. h. es konnten mehr als nur ein Hintergrund gescrollt werden, die sich alle mit einer unterschiedlichen Geschwindigkeit bewegten.

## Duke Nukem
Nachdem Apogee am 1. Juli 1991 das Computerspiel Duke Nukem veröffentlicht hatte, fand sich in Captain Planet and the Planeteers eine Figur mit demselben Namen. Da man bei Apogee davon ausging, dass Ted Turners TBS und DiC den Namen bereits als Warenzeichen geschützt hatte, wurde das Spiel mit dem nächsten Patch (v2.0) in Duke Nukum umbenannt, um rechtliche Probleme zu vermeiden. Während der Arbeiten zu Duke Nukem II stellte sich allerdings heraus, dass der Name noch kein Warenzeichen war. Apogee ließ den Namen schützen und benutzt ihn seitdem wieder.

## Trivia
Einige Grafiken des Spiels wurden von Turrican (Factor 5) kopiert.